# Феодосия Ивановна (дочь Ивана III)
Княжна Феодосия Ивановна (29 мая 1485, Москва — 12 февраля 1501, Москва) — вторая дочь великого князя московского Ивана III Васильевича и Софьи Палеолог.
Названа в честь мученицы Феодосии Тирской или в честь преподобной мученицы Феодосии Цареградской.

## Биография
Феодосия Ивановна родилась 29 мая 1485 года. Посол германского императора Фридриха III Николай Поппель, приехавший в Москву в начале 1489 года, предложил Ивану III династический брак: одна из дочерей великого князя, Феодосия или Елена, должна была стать женой Альбрехта, маркграфа Баденского, племянника императора. Посол хотел видеть предполагаемую невесту, но Иван III ответил, что этого не позволяет обычай. Во время следующей аудиенции Поппель предложил женить на двух княжнах одного из саксонских принцев и Сигизмунда, маркграфа Бранденбургского. Иван III обошёл молчанием этот вопрос, но в инструкции для Юрия Траханиота, посла к Фридриху III, было написано: 

«Ежели спросят, намерен ли великий князь выдать свою дочь за маркграфа Баденского, то ответствовать, что сей союз не пристоен для знаменитости и силы государя Российского, брата древних царей Греческих, которые, переселясь в Византию, уступили Рим папам. Но буде император пожелает сватать нашу княжну за сына своего, короля Максимилиана, то ему не отказывать и дать надежду»
.
В июле 1490 года новый германский посол Георг Делатор снова заговорил о браке одной из великих княжон, но и ему невесту не показали; к тому же Ивану III не понравился вопрос о приданом. Был поднят вопрос и о том, чтобы невеста не переменяла православной веры, имела бы у себя церковь и священников. Делатор отвечал, что он не уполномочен говорить об этом, и сватовство не состоялось.
Вскоре за тем (1494) княжна Елена вышла замуж за великого князя литовского Александра, Феодосия же, любимица Ивана III, осталась у отца. Насколько Иван III любил и баловал свою младшую дочь, видно хотя бы из того, что в 1497 году он велел изготовить для неё золотую медаль с изображением св. Николая Чудотворца и надписью, гласящей, что великий государь вылил сей единый талер для княгини (княжны) своей Феодосии.
В 1500 году Иван III подыскал ей и жениха — воеводу князя Василия Даниловича Холмского, и 13 февраля того же года митрополит Симон обвенчал с ним юную княжну Феодосию. Свадьба совершена была с большой пышностью: во дворце пировали до ночи, молодых засыпали подарками, не забыли ни одного обряда, нужного, как думали, для счастья супругов; но счастливые предсказания не сбылись — ровно через год Феодосия при родах скончалась. В этом браке  родились сын Даниил и дочь Марья. Прах её предан был земле в Москве, в церкви Вознесения в Вознесенском монастыре Московского кремля.